# Donkey Kong Land III
Donkey Kong Land III oder alternativ Donkey Kong Land 3 ist der letzterschienene Teil der Donkey-Kong-Land-Serie. Es basiert auf Donkey Kong Country 3: Dixie Kong’s Double Trouble!. Die Protagonisten des Spiels sind Dixie Kong und Kiddy Kong. Die Musik von DKL3 ist dem Soundtrack von Donkey Kong Country 3 nachempfunden. Donkey Kong Land III sollte ursprünglich den Zusatztitel The Race Against Time (dt. „Das Rennen gegen die Zeit“) tragen, diese Idee wurde aber vor der Veröffentlichung verworfen.
Es ist der Nachfolger von Donkey Kong Land 2.

## Hintergrundgeschichte
Die Insel Donkey Kong Country wird seit dem Entdecken der legendenumwobenen Verlorenen Welt von zahlreichen Entdeckern besucht. Donkey und Diddy Kong gehören zu den Ersten, die die Verlorene Welt besuchen wollen. Dixie Kong passt derweil auf den kleinen Kiddy Kong auf. Da Dixie die Abenteuerlust überkommt, bricht sie zusammen mit Kiddy auf, um eine neue Herausforderung zu bestreiten und die Verlorene Welt zu entdecken.

## Spielprinzip
Dixie und Kiddy Kong müssen durch diverse Level gesteuert werden. Dabei ist wie im Vorgänger von zentraler Bedeutung, die Bonus- und DK-Münzen zu finden. Die DK-Münzen werden hierbei meist vom Kremling Koin bewacht. Auch andere Gegenstände wie Bananen, Ballons, die Buchstaben K-O-N-G können eingesammelt werden, für diese erhält der Spieler Extraleben. Auch Bären-Münzen spielen eine große Rolle, diese werden als Zahlungsmittel bei dem Bären Bear im „Sheepy Shop“ benötigt. Dort kann der Spieler ein Memory-Spiel lösen, vorausgesetzt er konnte eine bestimmte Anzahl an Bonusmünzen finden. Für das Lösen dieses Memory-Spiels erhält man, je nach Erfolg, unterschiedliche Preise, wie Bananen oder auch in jeder Welt einmalig eine DK-Münze und eine Stoppuhr. Die Stoppuhren werden benötigt, damit nach Beendigung des Spiels Zeitspiele absolviert werden können, deren Abschluss zum Erreichen eines maximalen Spielstands von 103 % zwingend notwendig ist. Gegen Bezahlung gibt Bear auch Tipps oder teleportiert die Kongs in bereits betretene Spielwelten. Gespeichert wird das Spiel wie im SNES-Vorbild in der Speicherhöhle von Wrinkly Kong. Insgesamt sind 78 Bonusmünzen, 42 DK-Münzen und 12 Stoppuhren zu finden.

## Spielwelten
DKL3 besteht aus sechs Spielwelten mit insgesamt 36 Leveln und fünf unterschiedlichen Endgegnern.
- Cape Codswallop (6 Level + Endgegner Barbos): Eine dorfähnliche Gegend, die an einem See oder Fluss liegt. Endgegner ist die Riesenmuschel Barbos.
- Primate Plains (6 Level + Endgegner Bleak): Bewälderte Gegend, die von einem Fluss durchzogen wird und einen kleinen Schneeberg besitzt, auf dem der Schneemann Bleak lebt.
- Blackforest Plateau (6 Level + Endgegner Arich): Auch diese Spielwelt wird von einem Fluss durchzogen, außerdem liegt in ihr ein kleiner Wasserfall und zwei Schneeberge.
- Great Ape Lakes (6 Level + Endgegner KAOS): In dieser Gegend liegen zwei kleine Häuser und ein großer See, in den ein Wasserfall mündet. Endgegner ist der Roboter KAOS.
- Tin Can Valley (6 Level + Endgegner K. Rool): Diese Spielwelt ähnelt den anderen Spielwelten. Auch ihn ihr liegt ein See mit einem Wasserfall. Als Endgegner muss das K. Rool zum ersten Mal besiegt werden.
- Lost World (6 Level + Endgegner K. Rool): Letzte Welt von Donkey Kong Land III, die anders als in Donkey Kong Country 3 nicht erst gefunden werden muss, sondern direkt nach Abschluss der vorhergehenden Welten betreten werden kann. Hier muss K. Rool das zweite Mal geschlagen werden. Danach erhält der Spieler die Möglichkeit, Zeitspiele zu absolvieren, insofern er die nötigen Stoppuhren eingesammelt hat.

## Verkaufte Einheiten
Mit schätzungsweise 1,03 Millionen abgesetzten Einheiten ist Donkey Kong Land III der am schwächsten verkaufte Teil der Donkey-Kong-Land-Reihe. Auf der Liste der erfolgreichsten Game-Boy-Spiele belegt es damit Platz 30.

## Andere Version
In Japan wurde am 28. Januar 2000 eine verbesserte und farbige Version von Donkey Kong Land III unter dem Namen Donkey Kong GB: Dinky Kong & Dixie Kong (jap. ドンキーコングGB ディンキーコング＆ディクシーコング Donkī Kongu GB: Dinkī Kongu & Dikushī Kongu) für den Game Boy Color veröffentlicht. Der Zusatztitel leitet sich dabei vom japanischen Namen von Kiddy Kong, Dinky Kong (ディンキーコング Dinkī Kongu), ab. Die japanische Version wurde schätzungsweise 280.000 mal verkauft.